# HDC (기업)
HDC(영어: HDC HOLDINGS CO.,Ltd)는 HDC그룹의 지주회사이다. 2018년 5월 투자부문을 담당하는 지주사로 전환되었다.

## 개요
기존 현대산업개발이 건설사업 등을 인적분할함에 따라 변경되어 상장된 회사이다. HDC그룹 지주회사로 자회사 및 피투자회사 지분의 관리 및 투자를 목적으로 하는 투자사업 및 부동산임대사업을 영위하고 있다.
연결 종속회사로 HDC현대EP, HDC아이파크몰, HDC아이서비스, HDC아이앤콘스, HDC호텔, HDC영창, HDC신라면세점 등의 지분 보유를 하고 있다.

## 같이 보기
- HDC그룹
- HDC현대산업개발
- 해운대 아이파크
- 삼성동 아이파크
- 부산 아이파크
- 정몽규